# Megaselia cavernicola
Megaselia cavernicola är en tvåvingeart som först beskrevs av Charles Thomas Brues 1906.  Megaselia cavernicola ingår i släktet Megaselia och familjen puckelflugor. Inga underarter finns listade i Catalogue of Life.